# Лебедев, Дмитрий Максимович
Лебедев Дмитрий Максимович (8 ноября 1917, Кимры — 30 июля 1993, Москва) — советский лётчик разведывательной авиации ВВС ВМФ СССР во время Великой Отечественной войны, Герой Советского Союза (24.07.1943). Полковник (8.09.1959).

## Биография
В 1930 году c семьёй переехал в Москву. Окончил школу ФЗУ, работал фрезеровщиком на заводе «Калибр». В 1935 году без отрыва от производства окончил Центральный авиаклуб Осоавиахима.
В 1936 году поступил в школу морских полярных лётчиков Главсевморпути. 
В ноябре 1938 года был призван в Военно-морской флот, зачислен курсантом в Военно-морское авиационное училище имени С. А. Леваневского в городе Николаев. После его окончания в сентябре 1939 года служил в младшим лётчиком и пилотом 119-го разведывательного авиационного полка ВВС Черноморского флота. Член ВКП(б) с 1940 года.
Участник Великой Отечественной войны с июня 1941 года, встретив войну лейтенантом в составе того же полка, в январе 1942 года переведён пилотом в 40-й бомбардировочный авиационный полк ВВС флота. Летая на летающей лодке МБР-2, выполнил 48 боевых вылетов на атаки промышленных объектов румынского порта Сулина и по плавредствам противника на реке Дунай. В одном из вылетов на разведку коммуникаций противника в районе Констанцы его МБР-2 был сбит группой румынских гидросамолётов Heinkel He 114, Лебедев посадил горящий самолёт на воду и 12 часов с штурманом находился в открытом море в резиновой лодке, пока не был спасён. Вскоре во фронтовых условиях освоил бомбардировщик Пе-2, участвовал в обороне Одессы (тогда же в одном из вылетов был ранен в руку). На протяжении практически всей обороны Севастополя находился на аэродроме Херсонес в осаждённом городе, откуда выполнил 127 боевых вылетов для поддержки обороняющихся войск. 
После эвакуации из Севастополя в июле 1942 года назначен командиром звена в 27-ю отдельную разведывательную эскадрилью. Активно действовал в интересах сухопутных войск и в битве за Кавказ, но всё большее число вылетов совершал и на ведение дальней воздушной разведки над Чёрным морем. В одном из них, 28 июля 1942 года, самолёт Лебедева атаковали два Ме-109 и причинили ему повреждения гидросистемы и шасси. Уйдя от преследования, Лебедев привёл повреждённую машину на свой аэродром, но при заходе на посадку в штатном режиме выпустилась только одна стойка шасси. Не желая рисковать всем экипажем, Лебедев вновь набрал высоту, приказав экипажу покинуть самолёт с парашютами, а затем, оставшись один, ювелирно посадил Пе-2 на одну стойку. При посадке машина практически не получила повреждений и на следующий день он вылетел на ней на новое задание. 24 ноября 1942 года при выполнении задачи по прикрытию советского транспорта в море его атаковали сразу 4 немецких истребителя и в ходе долгого боя всё-таки подожгли его машину. Экипаж продолжал вести бой и из горящего самолёта, и только когда пламя попало в кабину, покинул его на парашютах, Лебедев при этом получил ожоги.
Всего же к концу декабря 1942 года совершил 259 боевых вылетов. Тогда же был представлен к званию Героя.
Указом Президиума Верховного Совета СССР от 24 июля 1943 года «за образцовое выполнение боевых задач Командования на фронте борьбы с немецкими захватчиками и проявленные при этом отвагу и геройство» капитану Дмитрию Максимовичу Лебедеву присвоено звание Героя Советского Союза с вручением ордена Ленина и медали «Золотая Звезда» (№ 1107).
В мае 1943 года его отозвали на учёбу и в январе 1944 года окончил Курсы усовершенствования начальствующего состава ВВС ВМФ.
Вновь вернулся в действующую армию, получив назначение заместителем командира эскадрильи 40-го бомбардировочного авиаполка ВВС ЧФ. С апреля по июнь 1944 года воевал в той же должности в 30-м разведывательном авиаполку флота, в июне—сентябре — вновь в 40-м бап, и с сентября 1944 года — вновь в 30-м рап, где в феврале 1945 года стал командиром эскадрильи. Участвовал в Крымской и Ясско-Кишинёвской наступательных операциях. Освоил самолёт А-20.
Однако при освобождении Румынии капитан Д. Лебедев серьёзно оступился: 7 сентября 1944 года в Констанце в нетрезвом виде устроил дебош на улице, закончившийся дракой с пытавшимся урезонить его офицером вышестоящего звания (полковником), за что был арестован и предан суду военного трибунала. Приговором Военного трибунала Черноморского флота от 1 октября 1944 года его осудили по статье 74 часть 2 УК РСФСР (хулиганство) к 5  годам лишения свободы в исправительно-трудовых лагерях условно с испытательным сроком в 1 год. 
Свою вину Герой загладил — когда 30-й рап в апреле 1945 года был передан в состав ВВС Балтийского флота и прибыл на Балтику, вновь совершал дальние разведвылеты, обнаружил 6 только крупных немецких конвоев, не считая менее значимых морских целей, бомбовыми ударами потопил 1 транспорт, повредил 1 эсминец и взорвал склад боеприпасов.
За время войны совершил всего 321 боевой вылет, принимал участие в 34 воздушных боях, сбил 2 немецких самолёта в воздухе и 9 уничтожил штурмовыми ударами на аэродромах, потопил 21 вражеское судно, уничтожил 12 танков, до 150 автомашин, десятки вражеских батарей.
После окончания войны служил в ВМФ СССР. В июне 1945 года вернулся на Черноморский флот (в прежней должности). В феврале 1947 года уволен из ВМФ в запас по болезни. В апреле 1949 года вновь призван в ВМФ, назначен заместителем начальника штаба 1-го авиаполка при Военно-морском минно-торпедном авиационном училище имени С. А. Леваневского, в июне 1950 — заместителем командира по строевой части 2-го авиаполка при этом училище. В сентябре 1950 года направлен в академию. В 1955 году окончил Военно-воздушную академию. В июле 1955 года направлен для дальнейшей службы на Северный флот, где служил начальником штаба 9-го минно-торпедного авиаполка, начальником разведывательного отдела штаба флота, заместителем начальника штаба 7-й оперативной эскадры по авиации, начальником пункта управления полётами 5-й морской разведывательной авиационной дивизии. В апреле 1974 года уволен в запас в звании полковника.
Жил в Москве. Умер 30 июля 1993 года. Похоронен в Москве на Кунцевском кладбище (участок 9-2).

## Награды
- медаль «Золотая Звезда» Героя Советского Союза (24.07.1943)
- орден Ленина (24.07.1943)
- три ордена Красного Знамени (9.01.1942; 9.08.1942; 18.05.1945)
- орден Отечественной войны I степени (11.03.1985)
- орден Красной Звезды (30.12.1956)
- медаль «За боевые заслуги» (17.05.1951)
- медаль «За оборону Севастополя»
- медаль «За оборону Кавказа»
- медаль «За оборону Одессы»
- ряд медалей СССР

## Память
- Бюсты Д. М. Лебедева установлены на территории завода «Калибр» и на аэродроме Новофёдоровка в Крыму.
- Его именем названа улица в посёлке Берёзовка в Крыму.